# Piet Ronsijn
Piet Ronsijn (Ninove, 11 oktober 1956) was een Belgisch politicus voor de Volksunie en vervolgens de VVP.

## Levensloop
Ronsijn voltooide zijn humaniora aan het atheneum van Brussel. 
In 1974 werd hij actief als bestuurslid in de Volksunie te Dilbeek, maar verliet deze partij na het Egmontpact in 1977. Hij werd vervolgens actief in de Vlaamse Radikale Jongeren (VRJ), waarvan hij voorzitter was. 
Bij de gemeenteraadsverkiezingen van 1982 werd hij verkozen op de kieslijst 'Volks' van Jef Valkeniers te Dilbeek en in 1983 trad hij opnieuw toe tot de Volksunie. Vervolgens werd hij voor deze partij provincieraadslid voor de provincie Brabant, een mandaat dat hij uitoefende tot november 1991. Tevens was hij lid van de partijraad en arrondissementeel voorzitter van de afdeling Halle-Vilvoorde. 
In september 1993 verliet hij naar aanleiding van het 'congres van Leuven' opnieuw de Volksunie. Vervolgens richtte hij de VVP op, waarvan hij voorzitter werd. In 1996 was hij een van de stichters van het 'Comité Wallonië naar Frankrijk, Frans-Vlaanderen terug naar Vlaanderen' (WnF-FVtnV).
Bij de lokale verkiezingen van 2012 was hij lijsttrekker van de kieslijst 'Vernieuwing' te Dilbeek, een kartel tussen Vlaams Belang en onafhankelijken. 'Vernieuwing' kon de kiezer echter niet bekoren en kreeg slechts 2,3% van de stemmen, onvoldoende voor een mandataris. Ronsijn zelf kreeg 202 voorkeurstemmen.